# Радклиф (Кентаки)
Радклиф (енгл. Radcliff) град је у америчкој савезној држави Кентаки.

## Демографија
По попису из 2010. године број становника је 21.688, што је 273 (-1,2%) становника мање него 2000. године.
| Група             | 2000.          | 2010.          |
| Белци             | 13.308 (60,6%) | 12.418 (57,3%) |
| Афроамериканци    | 5.632 (25,6%)  | 5.471 (25,2%)  |
| Азијати           | 772 (3,5%)     | 688 (3,2%)     |
| Хиспаноамериканци | 1.243 (5,7%)   | 1.802 (8,3%)   |
| Укупно            | 21.961         | 21.688         |